# Molodaya gvardiya (revista)
Molodaya gvardiya (en ruso: Молодая гвардия, lit. 'Guardia Joven') es una revista mensual rusa centrada en la literatura y la política, fundada en Moscú en mayo de 1922 como órgano del Comité Central del Komsomol.
Tuvo un éxito inmediato con la novela corta Shokolad (Chocolate) de Aleksandr Tarásov-Rodiónov, una controvertida obra en la que el autor «enfrentó sin pestañear la verdad sobre la 'justicia revolucionaria' impuesta por los órganos de seguridad del Estado, y con conocimiento obtenido de primera mano, reveló los métodos utilizados por la Checa para mantener a los bolcheviques en el poder»; el «chocolate» del título representa los lujos disfrutados «en medio del hambre del proletariado». No se publicó desde 1942 hasta 1947 debido a las penurias de la Segunda Guerra Mundial. Entre 1947 y 1956, se publicó como antología periódica para jóvenes escritores. Se volvió cada vez más conservadora y nacionalista a lo largo de los años, publicando material fuertemente nativista y, a veces, xenófobo durante el deshielo de Jrushchov (aunque en 1964 también publicó el largo poema «Oza» de Andréi Voznesenski, que era «un favorito entre los científicos soviéticos y otros intelectuales», así como los resultados de la primera encuesta de opinión pública soviética, en la que los jóvenes se quejaban de su ignorancia sexual).
En 1970, las actividades de Molodaya gvardiya fueron examinadas en una sesión del Politburó. La revista fue percibida por las autoridades del Partido como excesivamente «rusófila». Se tomó la decisión de destituir al editor, Anatoli Níkonov, de su cargo. Esta represión marcó el comienzo de una nueva campaña contra los nacionalistas rusos por parte del régimen soviético. Anatoli Ivanov sucedió a Anatoli Níkonov en el cargo.
En la década de 1980, la revista se opuso a la perestroika.
Fue galardonada con la Orden de la Bandera Roja del Trabajo en 1972. En 2022, obtuvo el Premio Nacional Eduard Volodin «Cultura imperial» (ru:Национальная премия «Имперская культура» имени Эдуарда Володина).